# ドゥカーク
ドゥカーク（? - 1104年）は、シリア・セルジューク朝（ダマスクス政権）のスルタン（在位：1095年 - 1104年）。

## 生涯
父は大セルジューク朝の第3代スルタンであるマリク・シャーの実弟であるトゥトゥシュ。父は1095年にマリク・シャーの遺児であるバルキヤールクとイランで戦って敗死したため、兄弟のリドワーンと共に領土を分割して跡を継いだ。兄弟共にバルキヤールクの宗主権を否定し、スルタンを称して独立した。
1096年から十字軍がシリア方面に到来し、この地域の政情は一気に不安定になった。しかしドゥカークは支配力も脆弱で兄弟仲も悪かったためにリドワーンと協力して十字軍に当たれず、成すがままにして1104年に死去した。
死後、ドゥカークのアタベクであったトゥグ・テギーンが権力を掌握。彼はドゥカークの遺族を傀儡として立てた末に自らブーリー朝を創設し、シリア・セルジューク朝のダマスクス政権は消滅した。